# لويد أبلتون
لويد أبلتون (بالإنجليزية: Lloyd Appleton)‏ هو مصارع رياضي أمريكي، ولد في 1 فبراير 1906 في آيوا في الولايات المتحدة، وتوفي في 17 مارس 1999 في أوبرلين في الولايات المتحدة.

## وصلات خارجية
- لويد أبلتون على موقع قاعدة بيانات المصارعة الدولية (الإنجليزية)
- لويد أبلتون على موقع اللجنة الأولمبية الدولية (الإنجليزية)
- لويد أبلتون على موقع أوليمبيديا (الإنجليزية)